# 1790 az irodalomban
Az 1790. év az irodalomban.

## Események

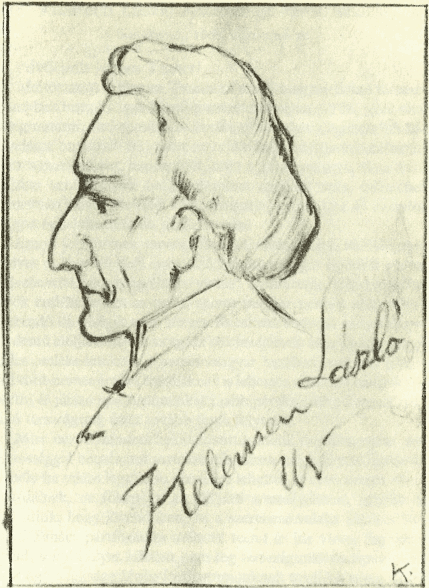
Kelemen László

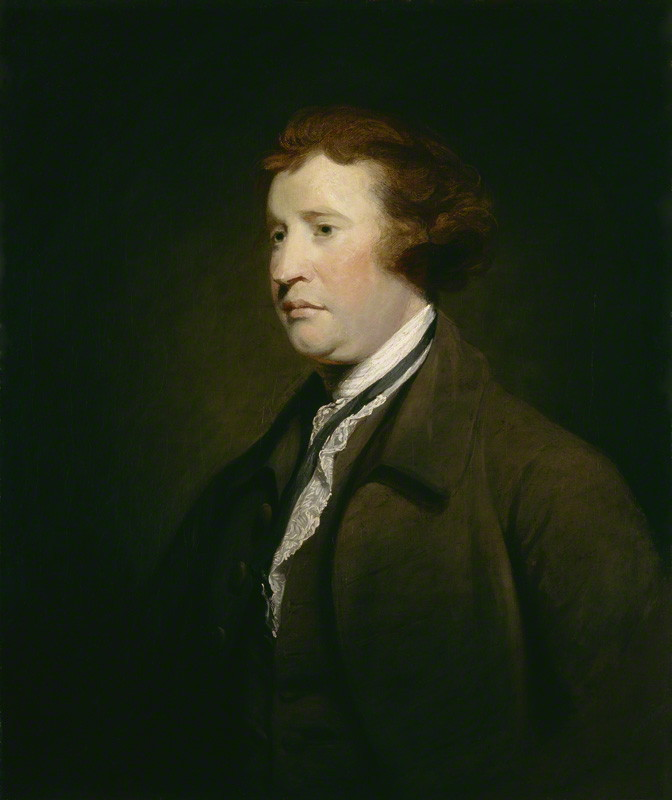
Edmund Burke

- Kelemen László vezetésével megalakul az első magyar színtársulat.
- Október 25-én megtartják az első előadást a budai vár német színházában. Simai Kristóf vígjátéka, az Igazházi kerül színre. Ugyanezt a darabot két nappal később a pesti német színházban is előadják.[1]
- Kazinczy Ferenc (Széphalmi Vince néven) Kassán megindítja szépirodalmi folyóiratát, az Orpheust. A kiadványnak 1792-es megszűnéséig összesen hét füzete jelent meg.

## Megjelent új művek
- Immanuel Kant: Az ítélőerő kritikája (Kritik der Urteilskraft).
- Edmund Burke értekezése: Reflections on the Revolution in France (Elmélkedések a francia forradalomról).
- Alekszandr Nyikolajevics Ragyiscsev orosz író műve: Utazás Pétervárról Moszkvába (Путешествие из Петербурга в Москву), mely miatt öt év szibériai száműzetést kellett elszenvednie.

### Dráma
- Nyomtatásban megjelenik Johann Wolfgang von Goethe drámája, a Torquato Tasso.

### Magyar irodalom

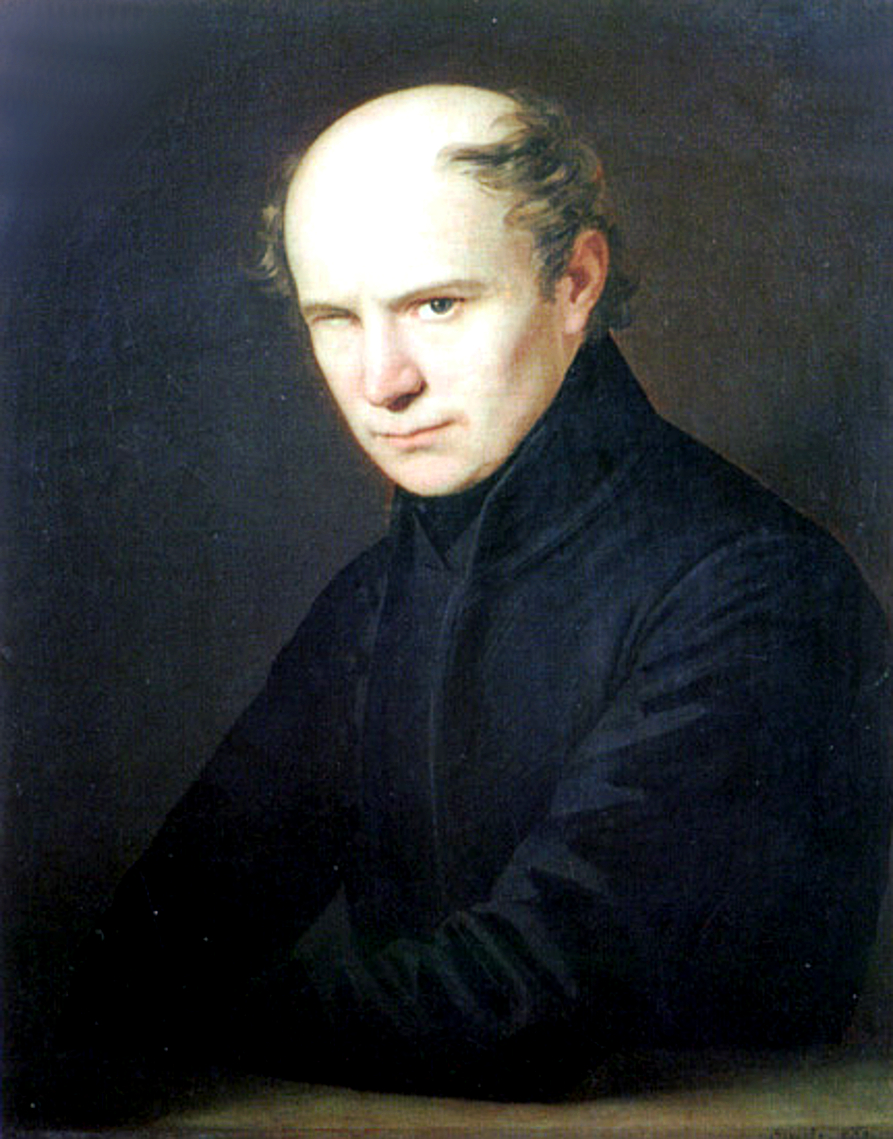
Kölcsey Ferenc

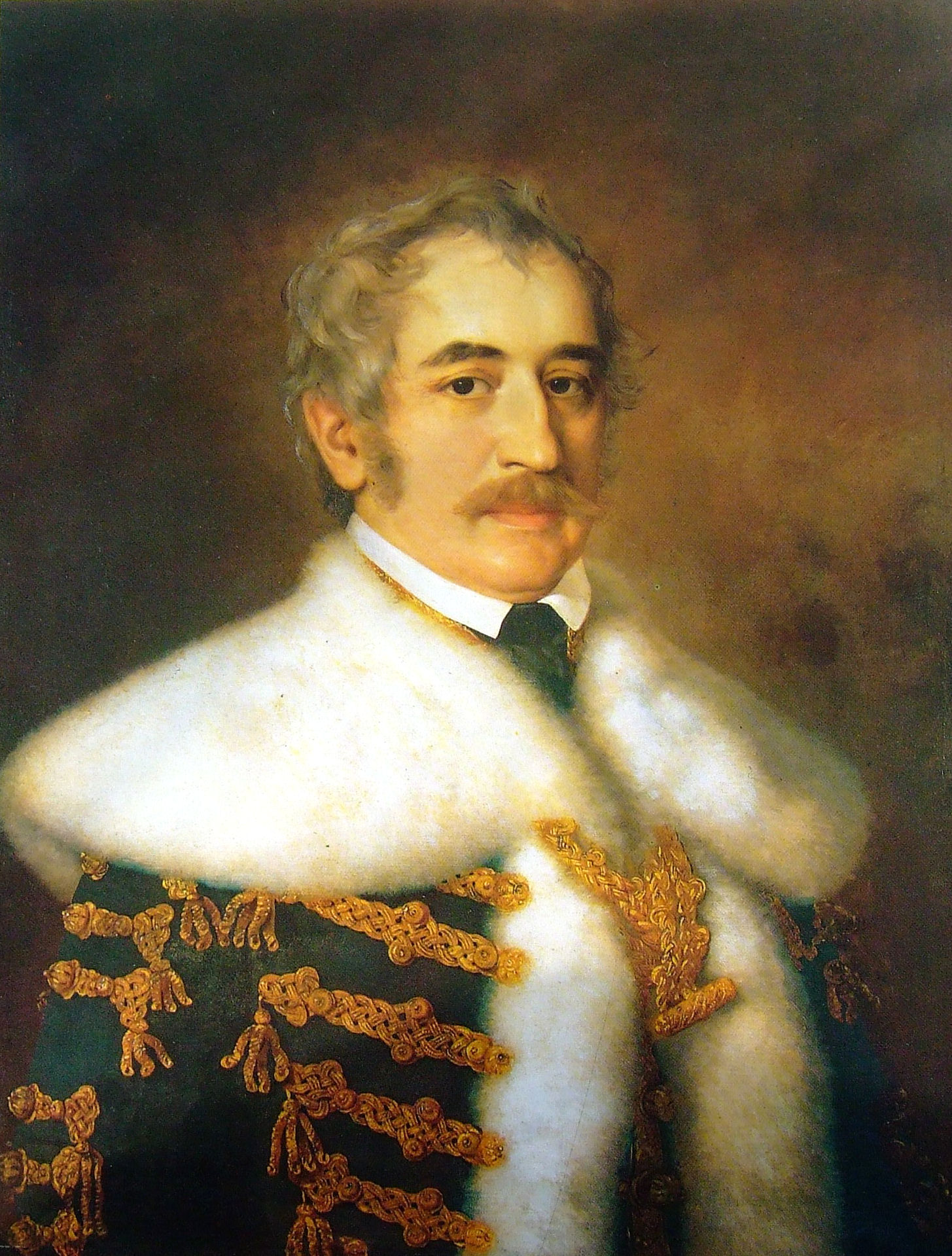
Teleki József

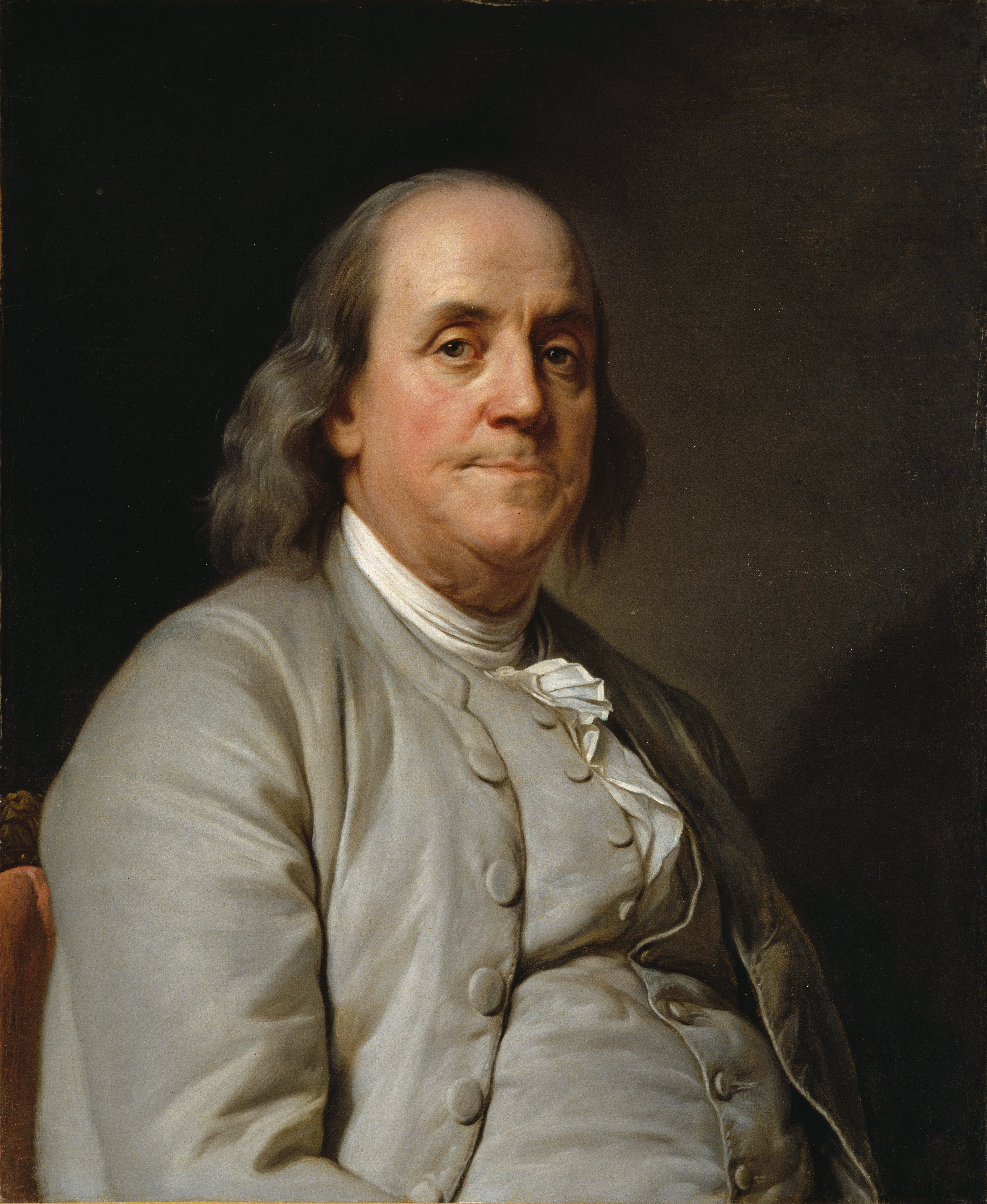
Benjamin Franklin

- Révai Miklós kiadja Bessenyei György 1781-ben írt röpiratát: Egy magyar társaság iránt való jámbor szándék. Bessenyei a magyar nyelvet és tudományt védelmezi benne, és sürgeti egy tudós társaság (az akadémia) felállítását.
- Gvadányi József: Egy falusi nótáriusnak budai utazása; („az elaludt vérű magyar szivek felserkentésére és mulatságára” írt népies költemény).

## Születések
- március 19. – Heinrich Josef König német regényíró († 1869)
- június 1. – Ferdinand Raimund osztrák színész, színházi rendező és színműíró († 1836)
- augusztus 8. – Kölcsey Ferenc magyar költő, politikus, nyelvújító, a magyar himnusz szövegének szerzője († 1838)
- október 21. – Alphonse de Lamartine francia romantikus költő († 1869)
- október 24. – Teleki József magyar történetíró, jogász, Erdély kormányzója, az Akadémiai Könyvtár alapítója, a Magyar Tudományos Akadémia társalapítója és első elnöke († 1855)

## Halálozások
- április 17. – Benjamin Franklin amerikai feltaláló, író, polgári demokrata politikus, természettudós, nyomdász, kiadó (* 1706)
- június 21. – Johann Georg Hamann német filozófus és író (* 1730)
- október 30. – Karai Szenrjú japán antológiaszerkesztő és költő, a tréfás alkalmi vers, a szenrjú műfajának megteremtője (* 1718)